# Leandro Gracián
Leandro Gracián (ur. 6 sierpnia 1982 w Buenos Aires) – argentyński piłkarz występujący na pozycji ofensywnego pomocnika, trener piłkarski, od 2024 roku prowadzi Deportivo Madryn.